# Butare
Butare (butɑ́ɾe) és una ciutat (77.000 habitants l'agost de 2002) de la província del Sud de Ruanda i capital del districte de Huye. Era la capital de l'antiga província de Butare, que fou dissolta l'1 de gener de 2006. A la ciutat hi ha l'aeroport de Butare, administrada per l'Office Rwandais de l'Aviation Civile.
Butare solia ser la llar de la Universitat Nacional de Ruanda que ara és part de la Universitat de Ruanda. També hi havia el prestigiós Seminari de Nyakibanda, l'Institut Nacional de Recerca Científica de Ruanda, el Ruhande Arboretum i una catedral. També hi ha el Stade Huye. Degut a la gran quantitat d'estudiants universitaris i activitats estudiantils a la ciutat, Butare sovint es considera una ciutat universitària.
La ciutat de Butare ha estat considerada durant molt de temps com la capital intel·lectual del país, mentre que Kigali té la major part del poder polític. Els governants colonials belgues van nomenar la ciutat Astrida, en honor de la reina Àstrid, i el nom va ser canviat després que Ruanda es convertís en república el 1962. La primera missió catòlica al país en 1900 estava a pocs quilòmetres del centre de la ciutat, a Save. El Groupe Scolaire Officiel de Butare és la segona escola secundària més important de Ruanda.
El Museu etnogràfic de Ruanda va ser construït a principis dels anys noranta i és una bona font d'informació sobre la història cultural del país i la regió. Sovint es fa referència als fullets turístics com el millor museu de l'Àfrica oriental.

## Agermanaments
- Wevelgem
- Castres

## Personatges il·lustrse
- Monique Mujawamariya, activista dels drets humans.
- Agathe Uwilingiyimana, antiga primera ministra.